# James Scott Negley
James Scott Negley (né le 26 décembre 1826 à Pittsburgh et décédé le 7 août 1901 à Plainfield) est un Major général de l'Union, fermier, cheminot et représentant de l'État de Pennsylvanie. Il joue un joue crucial dans la victoire de l'Union lors de la bataille de la Stones River. Il est enterré à Pittsburgh, État de Pennsylvanie.

## Avant la guerre
Negley naît à Pittsburgh, en Pennsylvanie, fils de Jacob Negley et de Marie Ann Scott. Sa tante Sarah a épousé Thomas Mellon (en). Il est scolarisé dans des écoles publiques, et est diplômé de l'université occidentale de Pennsylvanie (actuellement nommée université de Pittsburgh). Il sert dans un régiment de volontaires, au sein de la compagnie K des gris de Duquesne (Duquesne Greys) du 1st Pennsylvania Volunteers, au cours de la guerre américano-mexicaine. Après la guerre, il devient fermier et horticulteur.

## Guerre de Sécession

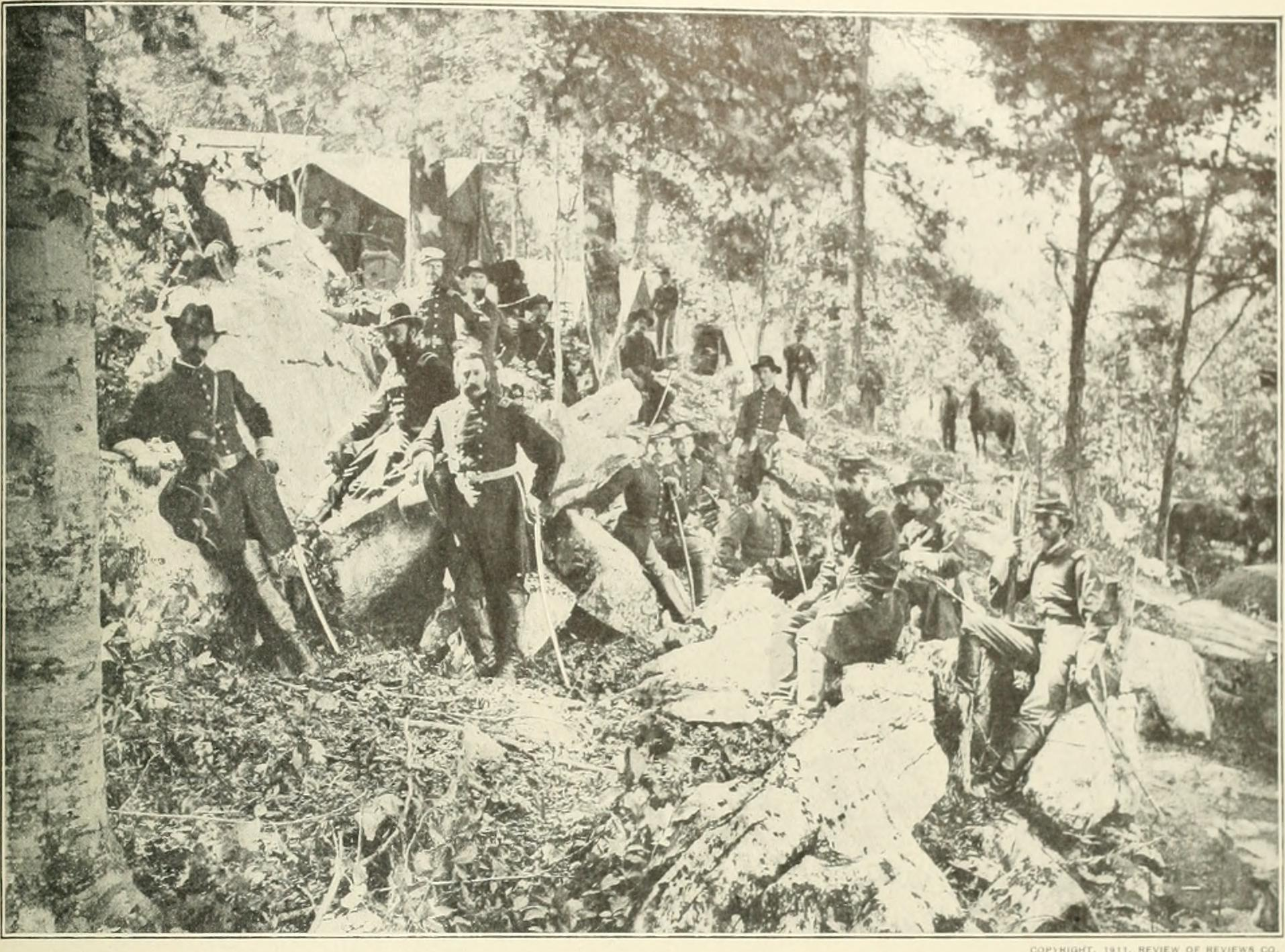
Général James S. Negley (tête nue) et l'état-major pendant la bataille de Lookout Mountain

Le 19 avril 1861, Negley est nommé brigadier général dans la milice de Pennsylvanie. Il lève une brigade de volontaires de Pennsylvanie et sert sous les ordres de Robert Patterson dans la vallée de la Shenandoah en 1861. Sa nomination de brigadier général expire le 20 juillet, mais il est renommé brigadier général des volontaires le 1er octobre 1861. En octobre, il est placé au commandement de la septième brigade au sein du département de l'Ohio. Il commande une expédition (raid) de l'Union contre Chattanooga au cours de la campagne du Kentucky. L'expédition se révèle être une démonstration réussie de la capacité de l'armée de l'Union à frapper au cœur du territoire tenu par la Confédération(p84).
Le 29 novembre 1862, il est promu major général des volontaires et prend le commandement de la huitième division dans l'armée de l'Ohio. Sa division devient la deuxième division de l'aille centrale de George H. Thomas du XIVe corps au cours de la bataille de la Stones River. Le deuxième jour des combats, il mène une contre-attaque réussie contre le major général John C. Breckinridge sur le flanc gauche de l'Union. Il commande sa division au cours de la campagne de Tullahoma et la bataille de Chickamauga. Pendant la manœuvre qui précède la bataille de Chickamauga, la division de Negley, à la tête du corps du major George H. Thomas, est pratiquement prise au piège dans un cul-de-sac appelé la crique de McLemore (McLemore's Cove), la confusion au sein du commandement de l'armée confédérée du Tennessee lui permet de s'échapper lors de ce qui devient connu comme la bataille de Davis' Cross Roads ,(p175-85). Après la défaite de l'Union à Chickamauga, Neglay, dont la division est disséminée pendant la deuxième journée de combat, est relevé de son commandement, mais est blanchi de toute erreur au cours de la bataille. L'étude la plus récente de ses actions est particulièrement critique à l'encontre du général pour avoir disparu sans que personne sache où il se trouvait,(p140-164). Negley, cependant, rejette la responsabilité de sa mauvaise fortune sur le compte des préjugés des diplômés de West Point à son encontre. Lorsque Ulysses S. Grant devient général en chef (en) en 1864, il parle de restaurer Negley à son commandement,(p368). Néanmoins, après avoir servi dans plusieurs fonctions administratives, Negley démissionne en janvier 1865.
Le fort Negley (en), construit à  Nashville au Tennessee en 1862 est nommé en son honneur. Il est le plus grand fort en pierres construit à l'intérieur des terres au cours de la guerre.

## Après la guerre
Après la guerre, Negley est élu en tant que républicain au Congrès des États-Unis en 1868 et sert de 1869 à 1875.
En 1877, au cours des émeutes ferroviaires de Pittsburgh (en), Negley sert en tant que commandant de la milice organisée par la ville de Pittsburgh pour y maintenir l'ordre,(p113–4).
Il sert au conseil d'administration du National Home for Disabled Volunteer Soldiers (en) de 1874 à 1878 et de 1882 à 1888. Il est réélu au Congrès en 1884 et y sert de 1885 à 1887. Ensuite, il se retire de la politique, et il entre dans l'industrie ferroviaire.
En 1897, il devient un compagnon vétéran de la commanderie de Pennsylvanie de ordre militaire des guerres étrangères (en).
Negley meurt à Plainfield à l'âge de 74 ans. Il est enterré dans le cimetière d'Allegheny à Pittsburgh.